# Kataoka Koji
Koji Kataoka (sinh ngày 19 tháng 6 năm 1977) là một cầu thủ bóng đá người Nhật Bản.

## Sự nghiệp câu lạc bộ
Koji Kataoka đã từng chơi cho Tokushima Vortis.